# Chad Faust
Chad Faust (nascido em 14 de Julho de 1980 em Victoria, Colúmbia Britânica) é um ator canadense mais conhecido por seu papel como Kyle Baldwin na série The 4400. Ele atualmente mora em Los Angeles.

## Biografia
Provavelmente o único ator a interpretar um papel coadjuvante inteiro usando nada mais que uma sunga verde, Faust atuou no papel do irmão de Heather Graham no filme Hope Springs da Disney/Touchstone. Faust também estrelou Bang, Bang, You're Dead, um filme sobre os tiroteios escolares. Faust também foi visto em All I Want, com Elijah Wood, Franka Potente, e Mandy Moore. Entre seus outros créditos estão vários filmes independentes, a série de TV So?, bem como participações nos programas Skate, Dreamworks' Taken, Black Sash, dos estúdios Warner Brothers e Smallville
Faust foi visto mais tarde como "Dean Withers", um adolescente cristão que é mandado para uma casa de ajuda para "curar" a sua homossexualidade, no filme Saved!, atuando com várias jovens estrelas, como Macaulay Culkin, Mandy Moore, Jena Malone, Patrick Fugit, e veteranos Martin Donovan e Mary-Louise Parker. Ele também trabalhou com Rosario Dawson em Descent, em 2006.
Faust escreveu, dirigiu e produziu seis curtas e um longa. We Ran Naked, um filme sobre um autor que vive à sombra de seu best-seller, foi premiado em 1999, quando Chad tinha apenas 19 anos. Como cantor, Faust lançou dois CDs pelo selo independente, Zotzman Music.

## Trabalhos
- House MD (2011)
- Tamara (2005)
- Nearing Grace (2005)
- Saved! (2004)
- Hope Springs (2003)
- Taken (2002) (minissérie) (não-creditado)
- Try Seventeen (2002)
- The 4400 (2004 - 2006) (série)